# Diuris exitela
Diuris exitela är en orkidéart som beskrevs av David Lloyd Jones. Diuris exitela ingår i släktet Diuris och familjen orkidéer.
Artens utbredningsområde är Queensland. Inga underarter finns listade i Catalogue of Life.